# Lara Markthaler
Lara Markthaler (* 15. Februar 2007 in München, Deutschland) ist eine südafrikanische Skirennläuferin. Sie startet in den technischen Disziplinen Riesenslalom und Slalom.

## Karriere
Markthaler wuchs bis zu ihrem 8. Lebensjahr in Deutschland auf, bevor sie mit ihrer Familie nach Whistler in Kanada auswanderte. Dort lernte sie unter Anleitung ihres Vaters Mountainbiking und Skifahren. Schlussendlich entschied sie sich gegen eine Karriere als Mountainbikerin und für den Alpinen Skisport. Später zog die Familie zurück nach Europa, um die Karriere weiter zu fördern. Zuerst nach Italien, später dann nach Österreich.
Markthaler gab ihr internationales Renndebüt am 27. Juli 2023 bei einem FIS-Riesenslalom in El Colorado. Tags darauf konnte sie bereits ihr erstes FIS-Rennen gewinnen. Sie ist nach Mialitiana Clerc und Sabrina Simader die dritte afrikanische Skirennläuferin die einen FIS-Rennen gewinnen konnte.
Bei den Olympischen Jugend-Winterspielen 2024 im südkoreanischen Gangwon nahm Markthaler erstmals an einem internationalen Großereignis teil. Als bestes Ergebnis erzielte sie dabei Platz 33 im Super-G.
2025 konnte sich Markthaler für die Alpine Skiweltmeisterschaften in Saalbach qualifizieren. Dort erreichte sie mit Platz 29 im Slalom die beste Platzierung einer südafrikanischen Skirennläuferin bei einem internationalen Großereignis. Zuvor war dies ein 54. Rang von Sive Speelman bei den Weltmeisterschaften 2017 in St. Moritz.

## Erfolge

### Weltmeisterschaften
- Saalbach-Hinterglemm 2025: 29. Slalom

### South American Cup
- 3 Platzierungen unter den besten 5, davon 2 Podestplätze
- Saison 2023: 5. Slalomwertung, 10. Gesamtwertung, 25. Riesenslalomwertung

### Olympische Jugend-Winterspiele
- Gangwon 2024: 33. Super-G, DNF Riesenslalom, DNF Slalom, DNF Alpine Kombination

### Sonstige Erfolge
- 6 Podestplätze bei FIS-Rennen, davon 2 Siege